# Ecsenius
Ecsenius is een geslacht van straalvinnige vissen uit de familie van naakte slijmvissen (Blenniidae). Het geslacht is voor het eerst wetenschappelijk beschreven in 1923 door McCulloch.

## Soorten
- Ecsenius aequalis V. G. Springer, 1988
- Ecsenius alleni V. G. Springer, 1988
- Ecsenius aroni V. G. Springer, 1971
- Ecsenius australianus V. G. Springer, 1988
- Ecsenius axelrodi V. G. Springer, 1988
- Ecsenius bandanus V. G. Springer, 1971
- Ecsenius bathi V. G. Springer, 1988
- Ecsenius bicolor (F. Day, 1888)
- Ecsenius bimaculatus V. G. Springer, 1971
- Ecsenius caeruliventris V. G. Springer & G. R. Allen, 2004
- Ecsenius collettei V. G. Springer, 1972
- Ecsenius dentex V. G. Springer, 1988
- Ecsenius dilemma V. G. Springer, 1988
- Ecsenius fijiensis V. G. Springer, 1988
- Ecsenius fourmanoiri V. G. Springer, 1972
- Ecsenius frontalis (Valenciennes, 1836)
- Ecsenius gravieri (Pellegrin, 1906)
- Ecsenius isos McKinney & V. G. Springer, 1976
- Ecsenius kurti V. G. Springer, 1988
- Ecsenius lineatus Klausewitz, 1962
- Ecsenius lividanalis W. M. Chapman & L. P. Schultz, 1952
- Ecsenius lubbocki V. G. Springer, 1988
- Ecsenius mandibularis McCulloch, 1923
- Ecsenius melarchus McKinney & V. G. Springer, 1976
- Ecsenius midas Starck, 1969
- Ecsenius minutus Klausewitz, 1963
- Ecsenius monoculus V. G. Springer, 1988
- Ecsenius nalolo J. L. B. Smith, 1959
- Ecsenius namiyei (D. S. Jordan & Evermann, 1902)
- Ecsenius niue V. G. Springer, 2002
- Ecsenius oculatus V. G. Springer, 1988
- Ecsenius oculus V. G. Springer, 1971
- Ecsenius ops V. G. Springer & G. R. Allen, 2001
- Ecsenius opsifrontalis W. M. Chapman & L. P. Schultz, 1952
- Ecsenius pardus V. G. Springer, 1988
- Ecsenius paroculus V. G. Springer, 1988
- Ecsenius pictus McKinney & V. G. Springer, 1976
- Ecsenius polystictus V. G. Springer & J. E. Randall, 1999
- Ecsenius portenoyi V. G. Springer, 1988
- Ecsenius prooculis W. M. Chapman & L. P. Schultz, 1952
- Ecsenius pulcher (J. A. Murray, 1887)
- Ecsenius randalli V. G. Springer, 1991
- Ecsenius schroederi McKinney & V. G. Springer, 1976
- Ecsenius sellifer V. G. Springer, 1988
- Ecsenius shirleyae V. G. Springer & G. R. Allen, 2004
- Ecsenius stictus V. G. Springer, 1988
- Ecsenius stigmatura Fowler, 1952
- Ecsenius taeniatus V. G. Springer, 1988
- Ecsenius tessera V. G. Springer, 1988
- Ecsenius tigris V. G. Springer], 1988
- Ecsenius tricolor V. G. Springer & G. R. Allen, 2001
- Ecsenius trilineatus V. G. Springer, 1972
- Ecsenius yaeyamaensis (Aoyagi, 1954)